# 黃鳳
黃鳳為中國清朝武官官員，本籍廣東潮陽縣招收都青蓝（今汕頭市濠江區達濠青籃）人。黃鳳於1770年（乾隆35年）奉旨接替龔宣，於台灣地區擔任台灣水師協副將。而隸屬台灣鎮之下的此官職是台灣清治時期的這階段，全台灣的海防軍事層級最高武將，其統帥三標水營，數千名水師兵勇。

### 家族茔墓
曾祖黃衍球 贈 武翼大夫 ，墓在東湖鄉後。 

祖父黃俊秀 贈 武功大夫，墓在澳頭鄉光湖。

父黃天申 封 武功大夫，其墓在赤港鄉後。

黃鳳墓在 澳頭鄉豎旗石。

子遊擊 黃錫侯 墓在東湖。